# Научно-популярная библиотека (Гостехиздат)
«Научно-популярная библиотека» — серия небольших научно-популярных книг и брошюр по различным отраслям науки и техники. Выпускалась Государственным издательством технико-теоретической литературы (Гостехиздат; ГИТТЛ) в Москве с 1945 по 1960 год. Выпуски издавались массовыми тиражами, некоторые из них переиздавались.
Написанные простым, понятным языком, часто ведущими специалистами в своей области, брошюры представляют интерес для самообразования и сейчас.

## Книги серии
1. Адирович Э. И. Электрический ток. (1952)
2. Александров А. В. Счётчики невидимых частиц и излучений. (1958)
3. Альтшулер С. В. Меченые атомы. (1947)
4. Андреев К. К. Взрыв. (1953)
5. Аристов Г. А. Солнце. (1950)
6. Баев К. Л. Земля и планеты. (1950)
7. Баев К. Л., Шишаков В. А. Всемирное тяготение. (1956)
8. Баев Л. К., Меркулов И. А. Выпуск 29. Самолет-ракета (реактивная авиация). Издание третье, переработанное, (1956) Тираж 150000 экземпляров
9. Баев Л. К. Выпуск 76. Вертолет. (1954) Тираж 100000 экземпляров
10. Беликов Б. С. Телеграф и телефон. (1958)
11. Белов К. П. Что такое магнетизм. (1955)
12. Беляков М. В. Атмосфера. (1960)
13. Берман Г. Н. Счёт и число. (1947, 1948, 1950, 1952)
14. Бернштейн А.С. Термоэлектричество. (1957)
15. Бобровский Г.С. Водяной пар. (1958)
16. Богданов Ю.М. Наука о прочности. (1957)
17. Богоров В.Г. Моря и океаны. (1949)
18. Богоров В.Г. Подводный мир (Жизнь в море). (1945; 1946)
19. Болдаков Е.В. Жизнь рек. (1951)
20. Бублейников Ф.Д. Земля. (1953; 1955)
21. Бунимович Д.З. Фотография. (1949)
22. Бушинский Г.И. Происхождение полезных ископаемых. (1953)
23. Буянов А.Ф. Новые волокна. (1950)
24. Бялобжеский Г.В. Снег и лёд. (1951)
25. Валюс Н.А. Как видит глаз. (1948)
26. Васильев М. Вода работает. (1956)
27. Васильков И. А., Цейтлин М. З. Кладовые Солнца. (1952)
28. Введенский А. А. Электричество в нашей жизни. (1953)
29. Вейтков Ф. Л. Электричество в нашей жизни. (1950)
30. Воронцов-Вельяминов Б.А. Происхождение небесных тел. (1945; 1946)
31. Всехсвятский С. К. Как познавалась Вселенная. (1954)
32. Гапонов В. И. Электроны. (1949)
33. Гинзбург В. Л. Атомное ядро и его энергия. (1946)
34. Гладков К. А. Дальновидение. (1950)
35. Глухов В. В., Клементьев С. Д. Техника на стройках коммунизма. (1952)
36. Гнедков Н. В. Воздух и его применение. (1951)
37. Горелик Г. С., Левин М. Л. Радиолокация. (1948)
38. Горшков Г. П. Землетрясения. (1946; 1948)
39. Гродзенский Д. Э. Атомная энергия — медицине. (1958)
40. Громов В. И. Из прошлого Земли. (1951)
41. Данцигер А. С. Электрическая лампочка. (1949)
42. Дзердзеевский Б.Л. Воздушный океан. (1946)
43. Добрынин И. Ф. Электроприборы в быту. (1950, 1956)
44. Дорфман В. А. Мир живой и неживой. (1947)
45. Егоров К. В. Автоматика и телемеханика. (1950)
46. Ефимов В.В. Сон и сновидения. (1947)
47. Жабров А. А. Выпуск 91. Почему и как летает самолет. (1956, тираж 100000 экземпляров)
48. Жабров А. А. Выпуск 91. Почему и как летает самолет. (1959, издание второе, тираж 50000 экземпляров)
49. Жданов Г. С. Рентгеновы лучи. (1949)
50. Заборенко К. Б. Радиоактивность. (1953)
51. Заварицкая Е. П. Вулканы. (1946)
52. Захарченко В. Д. Мотор. (1949)
53. Зенкович В. П. Морское дно. (1956)
54. Зенкович В. П. Морской берег. (1952)
55. Зисман Г. А. Мир атома. (1949; 1950; 1951)
56. Иванов Б.Т., Барщевский Б.У. Объёмные изображения. (1957)
57. Иванов Ф.М., Бялобжеский Г.В. Искусственные камни. (1954)
58. Иванов Ф.М. Вакуум. (1958)
59. Иглицкий А.М., Соморов Б.А. Как печатается книга. (1953)
60. Ильяшенко С.М. Быстрее звука. (1947)
61. Калинин И.А. Катализ (ускорители химических реакций). (1955)
62. Кармишин А.В. Ветер и его использование. (1951)
63. Катренко Д.А. Чёрное золото. (1949)
64. Китайгородский А.И. Кристаллы. (1950; 1955)
65. Китайгородский А.И. Строение вещества. (1948)
66. Клементьев С.Д. Зоркий помощник. (1950)
67. Клементьев С.Д. Управление на расстоянии. (1951)
68. Клементьев С.Д. Электронный микроскоп. (1953)
69. Колесников А.Л. Закон Менделеева. (1954)
70. Колесников А.Л. Из чего состоит Вселенная (Закон Менделеева). (1950)
71. Колобков Н.В. Грозы и бури. (1949)
72. Колобков Н.В. Погода и её предвидение. (1949)
73. Комаров Н.С. Искусственный холод. (1950; 1954)
74. Краснов А.И. Волчок и применение его свойств. (1958)
75. Крючков А.П. Искусственный каучук. (1950)
76. Кудрявцев Б.Б. Движение молекул. (1948)
77. Кудрявцев Б.Б. Неслышимые звуки. (1950)
78. Куницкий Р.В. Было ли начало мира. (1949; 1950)
79. Куницкий Р.В. День и ночь. Времена года. (1947)
80. Кушнир Ю.М. Окно в невидимое. (1948)
81. Лебедев А.П., Епифанцева А.В. О чём рассказывают камни. (1953)
82. Лебединский А.И. В мире звёзд. (1946)
83. Лешковцев В.А. Атомная энергия. (1954)
84. Лисовский Л.П., Саломононич А.Е. Трение в природе и технике. (1948)
85. Лункевич В.В. Земля в мировом пространстве. (1946)
86. Лупало И.Г. Наука против религии. (1953)
87. Малиновский А.А. Строение и жизнь человеческого тела. (1946)
88. Малов Н.Н. Радио на службе человека. (1947)
89. Мезенцев В.А. Электрический глаз. (1948)
90. Меркулов И.А. Выпуск 94. Газовая турбина. (1957) Тираж 75000
91. Михайлов А.А. Солнечные и лунные затмения. (1946)
92. Морозов С.А. Выпуск 62 По суше, воде и воздуху. (Пути сообщения) (1953) Тираж 150000 экземпляров
93. Морозов С.А. Фотография в науке. (1955)
94. Несмеянов А.Н. Меченые атомы. (1951)
95. Новикова Н.Г. Необыкновенные небесные явления. (1952)
96. Обручев В.А. Происхождение гор и материков. (1946; 1948)
97. Огородников К.Ф. На чём Земля держится. (1947; 1953)
98. Огородников К.Ф. Сколько звёзд на небе. (1954)
99. Орестов И.Л. Холодный свет. (1955; 1957)
100. Охотников В.Д. В мире застывших звуков. (1947; 1948; 1951)
101. Охотников В.Д. Магниты. (1949)
102. Парфёнов В.А. Крылатый металл. (1952)
103. Парфёнов В.А. Редкие металлы. (1954)
104. Плонский А.Ф. Измерения и меры. (1956)
105. Плонский А.Ф. Пьезоэлектричество. (1953; 1956)
106. Плонский А.Ф. Радио. (1954; 1955)
107. Погумирский А.И., Каверин Б.П. Производственный чертёж. (1951)
108. Полак И.Ф. (проф.) Время и календарь. (1947)
109. Полак И.Ф. Как устроена Вселенная. (1945; 1946; 1949)
110. Рафиков С.Р. Пластмассы. (1952)
111. Реутов О.А. Органический синтез. (1953)
112. Реутов О.А. Органический синтез и его перспективы. (1958)
113. Рубинштейн А.М. Химия вокруг нас. (1950)
114. Свиридов В.Т. Радиорелейные линии связи. (1959)
115. Сена Л.А. Светящиеся трубки. (1956)
116. Сидоров М.А. От лучины до электричества. (1953)
117. Славин Д.О. Свойства металлов. (1952)
118. Стекольников И.С. Молния и гром. (1947)
119. Субботин М.Ф. Происхождение и возраст Земли. (1946)
120. Суворов С.Г. О чём говорит луч света. (1953)
121. Суслов Б.Н. Вода. (1950; 1952)
122. Суслов Б.Н. Звук и слух. (1950)
123. Суслов Б.Н. Между пылинками и молекулами. (1949)
124. Суслов Б.Н. Тяжёлая вода. (1958)
125. Сухоруких В.С. Микроскоп и телескоп. (1949)
126. Тер-Оганезов В.Т. Солнечные затмения. (1954)
127. Тукачинский М.С. Как считают машины. (1952)
128. Фёдоров А.С., Григорьев Г.Б. Как кино служит человеку. (1948)
129. Фёдоров А.С. Огненный воздух. (1948)
130. Фёдоров А.С. От чего ржавеют металлы. (1950)
131. Федынский В.В., Астапонич И.С. Малые тела Вселенной. (1948)
132. Фомин Б.В. Радиоэлектроника в нашей жизни. (1957)
133. Честнов Ф.И. Загадка ионосферы. (1954)
134. Честнов Ф.И. Незримый путеводитель. (1957)
135. Честнов Ф.И. Радиолокация. (1952)
136. Чмутов К.В. Сорбция. (1957)
137. Чуйко А.В. Необыкновенный камень. (1953)
138. Штернфельд А.А. Выпуск 82. Межпланетные полёты. (1955) Тираж 100000 экземпляров
139. Штернфельд А.А. Выпуск 83. Межпланетные полёты. Издание второе. (1956) Тираж 100000 экземпляров
140. Щукин В.К. Выпуск 59. Штурм неба. (Как изучается атмосфера). Издание 1-е, (1953) Тираж 150000 экземпляров
141. Щукин В.К. Выпуск 59. Штурм неба. Издание второе, переработанное, (1959) Тираж 50000 экземпляров